# Aurolac

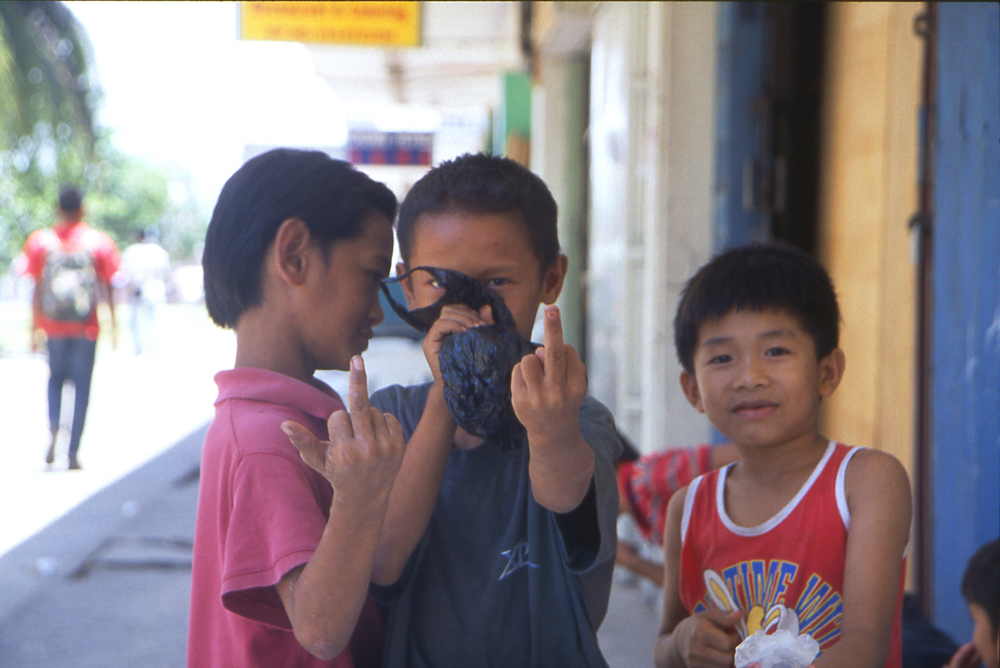
Copii ai străzii din Keningau, Borneo, inhalând aurolac dintr-o pungă de plastic

Aurolac este denumirea comercială a unui lac auriu pentru vopsit elemente metalice, conținând solvenți cu efecte halucinogene.

## Efectele drogării cu vapori de solvenți
În prima fază, inhalanții produc o stare de dezinhibare și somnolență asemănătoare consumului de alcool. Folosiți în cantități mai mari, aproape toți inhalanții produc o stare de anestezie, de amorțire a senzațiilor și chiar de pierdere a conștienței. Dintre efectele consumului de inhalanți, cele mai frecvente sunt: greață, vomă, amețeală, apatie, durere de cap, euforie. Folosirea unor doze ridicate poate duce la delirium. Utilizați pe termen lung, inhalanții duc la pierderi în greutate, la lipsa capacității de concentrare a atenției, lipsa de coordonare, iritabilitate, depresie. După un timp îndelungat de folosire, inhalanții creează dependență.

## Consumul de inhalanți în România
Deoarece în București, după 1989 a existat un număr mare de "copii ai străzii", majoritatea orfani, care se drogau cu aurolac, turnat într-o pungă de material plastic, din care inhalau vaporii de solvent, în limbajul uzual acești copii au fost numiți aurolaci.
În anul 2002, numărul acestora era estimat la 1.601.
În anul 2004, autoritățile române afirmau că numărul aurolacilor nu este mai mare de 2.000, însă, potrivit ONG-urilor, cifra reală era mult mai mare.
În anul 2000, un copil care consuma aurolac a fost fotografiat gol, în timp ce plângea într-o stație de tramvai din cartierul bucureștean Rahova.
Imaginea a făcut înconjurul lumii și a definit România în tranziție.

## Vezi și
- Toxicomanie
- Children Underground⁠(en)[traduceți], un documentar din anul 2001 despre copiii străzii din România
- Bruce Lee, Regele Canalelor - O generație de copii a fost aruncată pe străzi de societatea românească și a construit o lume subterană.